# إزجان أليوسكي
إزجان أليوسكي (مقدونية: Езѓан Алиоски؛ مواليد 12 فبراير 1992 في بريلب، مقدونيا) هو لاعب كرة قدم مقدوني،  يلعب كظهير ايسر. مثّل منتخب مقدونيا لكرة القدم. بدأ أليوسكي مسيرته الرياضية عام 2010.

## روابط خارجية
- إزجان أليوسكي على موقع الاتحاد الدولي (مؤرشف)  (الإنجليزية)
- إزجان أليوسكي على موقع الاتحاد الأوربي (الإنجليزية)
- إزجان أليوسكي على موقع اتحاد تركيا (لاعب) (الإنجليزية)
- إزجان أليوسكي على موقع قاعدة بيانات كرة القدم.إي يو (الإنجليزية)
- إزجان أليوسكي على موقع ليكيب (الفرنسية)
- إزجان أليوسكي على موقع ناشيونال فوتبول تيمز (الإنجليزية)
- إزجان أليوسكي على موقع Soccerbase.com (لاعب) (الإنجليزية)
- إزجان أليوسكي على موقع Soccerway.com (الإنجليزية)
- إزجان أليوسكي على موقع عالم كرة القدم.نت (الإنجليزية)
- إزجان أليوسكي على موقع AS.com (الإسبانية)